# Polyschema olivaceum
Polyschema olivaceum är en svampart som först beskrevs av Ellis & Everh., och fick sitt nu gällande namn av M.B. Ellis 1976. Polyschema olivaceum ingår i släktet Polyschema, divisionen sporsäcksvampar och riket svampar.   Inga underarter finns listade i Catalogue of Life.